# Воропай Іван Михайлович
Іва́н Миха́йлович Воропа́й (12 квітня 1924, Кам'янка Новомиргородський район, Кіровоградська область — 24 березня 1977, Київ) — український скульптор.

## Біографія
Брав участь у Другій світовій війні, мав бойові нагороди СРСР.
1954 року закінчив Київський художній інститут. Учителем Івана Воропая був Макс Гельман. Був членом Спілки художників України.
З 1949 року твори Воропая експонувалися на мистецьких виставках. 1982 року, після смерті митця, відбулася персональна виставка його доробку. Твори скульптора зберігаються в Національному музеї Тараса Шевченка.

## Твори
- М. Гоголя (1953), «Офелія» (1954),
- О. Герцен (1956),
- «Молодий Т. Шевченко» (1960),
- Герой Соціалістичної Праці Г. Пометун (1961),
- Т. Шевченко (1961),
- «Буковинська трудівниця» (1963),
- М. Добролюбов (1964),
- Леся Українка (1964),
- «Дума про долю народну» (1969),
- Г. Морозов (1972),
- академік А. Ларіонова (1974),
- В. Чапаєва (1976),
- «Скорботна мати» (1977)